# Semiothisa albimedia
Semiothisa albimedia fue una división taxonómica para una especie de polilla perteneciente a la familia Geometridae, descrita por el entomólogo William Warren en 1896. El nombre fue borrado del Global Biodiversity Information Facility en noviembre de 2022. En algunas bases de datos es puesta como sinonimia de Chiasmia albiapicata o de la subespecie de la isla de Sumatra, C. a. ectoleuca.